# Хадсон Оукс (Тексас)
Хадсон Оукс (енгл. Hudson Oaks) град је у америчкој савезној држави Тексас. По попису становништва из 2010. у њему је живело 1.662 становника.

## Демографија
Према попису становништва из 2010. у граду је живело 1.662 становника, што је 25 (1,5%) становника више него 2000. године.
| Група             | 2000.         | 2010.         |
| Белци             | 1.524 (93,1%) | 1.460 (87,8%) |
| Афроамериканци    | 13 (0,8%)     | 17 (1,0%)     |
| Азијати           | 7 (0,4%)      | 13 (0,8%)     |
| Хиспаноамериканци | 65 (4,0%)     | 126 (7,6%)    |
| Укупно            | 1.637         | 1.662         |